# Hans Drachsler
Hans Ferdinand Drachsler (* 10. März 1916 in Plöß; † 18. Oktober 1996 in München) war ein deutscher Politiker (CSU).

## Leben und Beruf
Drachsler wuchs in der Tschechoslowakei auf. Nach dem Abitur auf dem Humanistischen Gymnasium in Mies studierte Drachsler, der römisch-katholischen Glaubens war, Geschichte, Altphilologie und Zeitungswissenschaft in Prag, München und Würzburg. Er wurde 1936 Mitglied der katholischen Studentenverbindung K.D.St.V. Ferdinandea Prag im CV. Anschließend absolvierte er ein Volontariat in München. Im Zweiten Weltkrieg war er Soldat und erhielt das Verwundetenabzeichen und das Eiserne Kreuz II. Klasse.
Nach dem Krieg arbeitete Drachsler zunächst als politischer Redakteur für die Isar-Post und als Korrespondent für die Deutsche Presse-Agentur. 1952 wurde er Verlagsleiter und Chefredakteur der CSU-Parteizeitung Bayernkurier (bis 1965). 1958 machte er sich zudem im Verlags- und Werbegeschäft selbständig.
1972 erhielt er das Verdienstkreuz 1. Klasse der Bundesrepublik Deutschland. Er war verheiratet und hatte zwei Kinder. Sein Nachlass befindet sich im Archiv für Christlich-Soziale Politik der Hanns-Seidel-Stiftung.

## Politik
Am 1. Februar 1939 beantragte er als Schriftleiter die Aufnahme in die NSDAP und wurde rückwirkend zum 1. November 1938 aufgenommen (Mitgliedsnummer 6.454.675). Drachsler war seit 1945 Mitglied der CSU und der JU. Er war Bezirksvorsitzender der JU-Niederbayern und stellvertretender Vorsitzender der CSU-Niederbayern und gehörte auch dem CSU-Landesausschuss an. Zudem war er nach seinem Umzug nach München von 1967 bis 1972 Vorsitzender des CSU-Kreisverbandes München-Ost.
Drachsler war von 1957 bis 1965 Mitglied des Deutschen Bundestages. Er ist stets als direkt gewählter Abgeordneter des Wahlkreises Burglengenfeld in den Bundestag eingezogen. Im Bundestag war er Sprecher der CSU-Landesgruppe im Verkehrsausschuss. Vor der Bundestagswahl 1965 wurde er nicht wieder aufgestellt, nachdem ein katholischer Pfarrer verbreitet hatte, Drachsler besitze in München Freudenhäuser. Der Geistliche erhielt vom Amtsgericht Amberg in der Folge einen Strafbefehl über 150 DM. Drachsler kandidierte daraufhin, mit medienwirksamer Unterstützung des Fußballtorwarts Petar Radenković im Bundestagswahlkreis München-Ost, unterlag jedoch dem SPD-Kandidaten Franz Marx und schied aus dem Bundestag aus.
Von 1970 bis 1978 war er Mitglied des Bayerischen Landtages. Dort gehörte er dem Ausschuss für Wirtschaft und Verkehr und dem Ausschuss für Eingaben und Beschwerden an.